# Lijst van coaches van het Lets voetbalelftal (mannen)
Dit is een lijst van bondscoaches van het Lets voetbalelftal mannen.

## Bondscoaches
| Naam                                    | Land van herkomst   | Begin periode     | Einde periode     | Prijzen              | Opmerkingen/Wijze van vertrek                      |
| --------------------------------------- | ------------------- | ----------------- | ----------------- | -------------------- | -------------------------------------------------- |
| Selectiecomité van de Letse voetbalbond | Letland             | 1922              | 1923              |                      |                                                    |
| Willy Malousek                          | Oostenrijk          | 1 juni 1924       | 31 oktober 1924   |                      |                                                    |
| Juris Redlihs                           | Letland             | 15 mei 1924       | 30 juni 1924      |                      |                                                    |
| Walter Wilson                           | Verenigd Koninkrijk | 1 juli 1925       | 1 oktober 1925    |                      |                                                    |
| Ferenc Molnar                           | Hongarije           | 1 juli 1926       | 30 september 1926 |                      |                                                    |
| Karl Kurz                               | Oostenrijk          | 20 mei 1927       | 30 september 1927 |                      |                                                    |
| Juris Redlihs                           | Letland             | 15 oktober 1930   | 31 juli 1931      |                      |                                                    |
| Janis Lapins                            | Letland             | 28 september 1932 | 10 oktober 1932   | Baltische Beker      |                                                    |
| Ferenc Voggenhuber                      | Hongarije           | 30 mei 1935       | 13 oktober 1935   |                      |                                                    |
| Rudolf Stanzel                          | Oostenrijk          | 28 mei 1936       | 10 oktober 1937   | Baltische Beker (2x) |                                                    |
| Rudolf Stanzel                          | Oostenrijk          | 17 mei 1938       | 24 september 1939 |                      |                                                    |
| Karlis Upenieks                         | Litouwen            | 10 juli 1940      | 30 juli 1940      |                      |                                                    |
| Janis Gilis                             | Letland             | 8 april 1992      | 11 oktober 1997   | Baltische Beker (2x) |                                                    |
| Revaz Dzodzuashvili                     | Georgië             | 1 januari 1998    | 30 juni 1999      |                      |                                                    |
| Gary Johnson                            | Engeland            | 5 september 1999  | 26 april 2001     |                      |                                                    |
| Aleksandrs Starkovs                     | Letland             | 27 april 2001     | 8 september 2004  | Baltische Beker (2x) |                                                    |
| Jurijs Andrejevs                        | Letland             | 17 oktober 2004   | 28 maart 2007     |                      | Ontslag genomen, Aleksandrs Starkovs vervangt hem  |
| Aleksandrs Starkovs                     | Letland             | 28 maart 2007     | 11 juli 2013      | Baltische Beker (2x) | Ontslag genomen, Marians Pahars vervangt hem       |
| Marians Pahars                          | Letland             | 15 juli 2013      | 29 maart 2017     | Baltische Beker (2x) | Ontslag genomen, Alekasandrs Starkovs vervangt hem |
| Aleksandrs Starkovs                     | Letland             | 19 april 2017     | 3 april 2018      |                      | Ontslagen, Mixu Paatelainen vervangt hem           |
| Mixu Paatelainen                        | Finland             | 10 mei 2018       | 4 december 2018   | Baltische Beker      | Ontslag genomen, Slavisa Stojanovic vervangt hem   |
| Slavisa Stojanovic                      | Slovenië            | 1 maart 2019      | 19 januari 2020   |                      | Ontslagen, Dainis Kazakevics vervangt hem          |
| Dainis Kazakevics                       | Letland             | 20 januari 2020   | 8 december 2023   |                      | Ontslag genomen, Paolo Nicolato vervangt hem       |
| Paolo Nicolato                          | Italië              | 6 februari 2024   |                   |                      |                                                    |

LFF · A-internationals · Bondscoaches · Statistieken · Lets vrouwenelftal · Olympisch elftal · Letland U21 · Letland U20 · Letland U19 · Letland U18 · Letland U17 · Letland U16
1922 – 1929 ·
1930 – 1940 ·
1950 – 1989 · 
1990 – 1999 ·
2000 – 2009 ·
2010 – 2019 ·
2020 – 2029
EK 1996 · 
EK 2000 · 
EK 2004 · 
EK 2008 · 
EK 2012
WK 1994 · 
WK 1998 · 
WK 2002 · 
WK 2006 · 
WK 2010 · 
WK 2014
OS 1924
1922 · 
1923 · 
1924 · 
1925 · 
1926 · 
1927 · 
1928 · 
1929 · 
1930 · 
1931 · 
1932 · 
1933 · 
1934 · 
1935 · 
1936 · 
1937 · 
1938 · 
1939 · 
1940 · 
1941 · 
1942 · 
1943 · 1944 · 
1945 · 
1946 · 
1947 · 
1948 · 
1949 · 
1950 – 1990 · 
1991 · 
1992 · 
1993 · 
1994 · 
1995 · 
1996 · 
1997 · 
1998 · 
1999 · 
2000 · 
2001 · 
2002 · 
2003 · 
2004 · 
2005 · 
2006 · 
2007 · 
2008 · 
2009 · 
2010 · 
2011 · 
2012 · 
2013 · 
2014 · 
2015 · 
2016 · 
2017 ·
2018 ·
2019 ·
2020 ·
2021 ·
2022
Albanië ·
Andorra ·
Angola ·
Armenië ·
Azerbeidzjan ·
Bahrein ·
België ·
Bolivia ·
Bosnië en Herzegovina ·
Brazilië ·
Bulgarije ·
China ·
Cyprus ·
Denemarken ·
Duitsland ·
Estland ·
Faeröer · 
Finland ·
Frankrijk ·
Georgië ·
Ghana ·
Gibraltar ·
Griekenland ·
Honduras ·
Hongarije ·
Ierland ·
IJsland ·
Israël ·
Japan ·
Kazachstan ·
Koeweit ·
Kosovo ·
Kroatië ·
Liechtenstein ·
Litouwen ·
Luxemburg ·
Malta ·
Moldavië ·
Montenegro ·
Nederland ·
Noord-Ierland ·
Noord-Korea ·
Noord-Macedonië ·
Noorwegen ·
Oekraïne ·
Oezbekistan · 
Oman ·
Oostenrijk ·
Polen ·
Portugal ·
Qatar ·
Roemenië · 
Rusland ·
San Marino ·
Saoedi-Arabië ·
Schotland ·
Slovenië ·
Slowakije ·
Spanje ·
Thailand ·
Tsjechië ·
Tunesië ·
Turkije ·
Verenigde Staten ·
Wales ·
Wit-Rusland ·
Zuid-Korea ·
Zweden ·
Zwitserland